# Плато Дедалія
Daedalia Planum — це рівнина на планеті Марс, розташована на південь від гори Arsia Mons за координатами 21°48′ пд. ш. 128°00′ зх. д. / 21.8° пд. ш. 128.0° зх. д. і виглядає порівняно позбавленою особливостей рівниною із численними лавовими потоками та дрібними кратерами. Сучасні технології візуалізації свідчать про те, що Daedalia мала б бути визначена радше як «fluctus», аніж як «planum».
Існують свідчення, що центр древнього метеоритного басейну діаметром у 4500 км, що сформувався у Нойську епоху, може бути розташований у Daedalia Planum.